# مبنى شل (الدار البيضاء)
مبنى شَل (بالفرنسية: Immeuble Shell) مبنى في شارع محمد الخامس مدينة الدار البيضاء المغربية، ويعد معلمًا من معالم عمارة المدينة.

شيد عام 1934 مقرا لشركة رويال داتش شل البريطانية الهولندية. 

## تاريخ
في أوائل القرن العشرين، وَعِيَت شركات أجنبية عديدة بالإمكانيات الاقتصادية الاستثنائية التي كانت توفرها الحماية الفرنسية لها، ومنها شركة رويال داتش شل للنفط والغاز. اتخذت الشركة هذا المبنى في شارع المحطة، كما عرف شارع محمد الخامس آنذاك حيث أنه يؤدي من وسط المدينة إلى محطة الدار البيضاء المسافرين، مقرا لها عام 1934.
بعد ترميمه، افتتح المبنى مجددا 5 ديسمبر 2013 كالفندق الإمبريالي.

## معمارية
تتسم الخطوط الهندسية للمبنى بصرامتها، رغم تموج شكله الإجمالي الذي يتناغم مع شكل الساحة التي بني عليها. ويتميز المبنى بخطوط أفقية على امتداد كل طابق من طوابقها الخمسة، وعلى الطابق الخامس والأعلى، في الوسط، هناك ساعة ذات صدفة على كلا جانبيها وهما ترمزان للشركة التي شعارها صدفة.